# 博伊斯大道
博伊斯大道（英語：Boyce Avenue）是一支美國搖滾樂團，由亞歷杭德羅·路易斯·曼薩諾（Alejandro Luis Manzano）及其兄弟丹尼爾·恩里克·曼薩諾（Daniel Enrique Manzano）、法比安·拉斐爾·曼薩諾（Fabian Rafael Manzano），於美國佛羅里達州薩拉索塔成立。樂團名稱結合自三兄弟幼年所居住的兩條街道名。2011年8月9日，他們與環球共和解約，並成立了自己的獨立唱片公司3 Peace。博伊斯大道在YouTube上傳原創音樂及當代與古典曲風的翻唱歌曲。博伊斯大道也曾與其他YouTube藝人合作，像是漢娜·特里格維爾、吉娜・格萊尼斯、蒂芬妮·沃德、美瑾·妮可、艾力克斯·古特、梅根與莉茲、大衛·周、泰勒·沃德、薩凡娜·奧藤、寇巴斯·帕蓋特（Cobus Potgieter）及達斯托姆·保厄，以及《X音素》第二季決賽選手五佳人、碧·米勒、戴蒙德·懷特及卡麗·羅斯·塞尼克萊爾。
博伊斯大道經常在美國、加拿大、歐洲、澳洲及南非等地巡迴演出。

## 成員
- 亞歷杭德羅·路易斯·曼薩諾－主唱、節奏原聲吉他手、鋼琴手、打擊樂手
- 法比安·拉斐爾·曼薩諾－主電吉他手、主原聲吉他手、和聲、鍵盤手
- 丹尼爾·恩里克·曼薩諾－打擊樂手、貝斯手、和聲、小提琴家

現場演出成員
- 傑森·伯羅斯（Jason Burrows）－鼓手、打擊樂手
- 史蒂芬·黑客（Stephen Hatker）－鼓手、打擊樂手（離團）

## 獲獎與提名
| 年份   | 入圍       | 獎項                         | 結果 |
| ------ | ---------- | ---------------------------- | ---- |
| 2014年 | 博伊斯大道 | 青少年票選獎網路明星：音樂類 | 提名 |

## 外部連結
- 官方网站